# 사코 Rk 95
Rk 95 혹은 M95는 1980년대 공업이 고도로 발전함에 따라 Rk62를 대체할 목적으로 제작한 돌격소총으로, 사코사는 1990년 프로토타입의 개발을 완료하고 1995년부터 사용되기 시작해 Rk62를 대체하였다.

## 변형
- M92S

## 같이 보기
- Rk62
- AK47
- 7.62 x 39 mm